# 사창초등학교 (전남)
사창초등학교는 대한민국 전라남도 장성군 삼계면 사창리에 있는 공립 초등학교이다.

## 학교 연혁
- 2020년 3월 1일 제36대 김마리아 교장 부임
- 2020년 1월 8일 제97회 74명 졸업(총 졸업생 13,769명)
- 2009년 3월 1일 사창유치원(단설) 분리[1]
- 1996년 3월 1일 덕산분교장, 화산분교장[2] 본교 통합
- 1996년 3월 1일 사창초등학교로 명칭 변경[3]
- 1995년 3월 1일 능성분교장 본교 통합
- 1994년 9월 1일 덕산분교장 본교 편입[4]
- 1994년 3월 1일 능성분교장 본교 편입
- 1981년 3월 1일 병설유치원 인가
- 1950년 4월 1일 사창국민학교로 개칭[5]
- 1941년 4월 1일 사창공립국민학교로 명칭 변경[6]
- 1938년 4월 1일 사창공립심상소학교로 명칭 변경[7]
- 1927년 4월 1일 6년제 설립 인가
- 1920년 12월 6일 사창공립보통학교(4년제) 개교설립인가 7월 1일

## 학교 상징
- 우리 학교 꽃 - 철쭉 : 항상 우아하고 아름답게 가꾸며 진실된 삶을 추구하여 알찬 열매를 맺으라는 뜻을 담고 있다.
- 우리 학교 나무 - 소나무 : 항상 푸른 소나무와 같이 애교, 우정 등으로 변함없이 아끼고 사랑하라는 뜻을 담고 있다.
- 우리 학교 색 - 녹색 : 연한 새싹이 솟아나 점차 푸르게 짙어 가는 생명의 성숙과 같이 생동감이 넘치고 자기를 가꾸어가는 학생이 되라는 뜻이 담겨져 있다.

## 참고 자료
- 사창초등학교 - 한국교육학술정보원 학교알리미